# 미노스

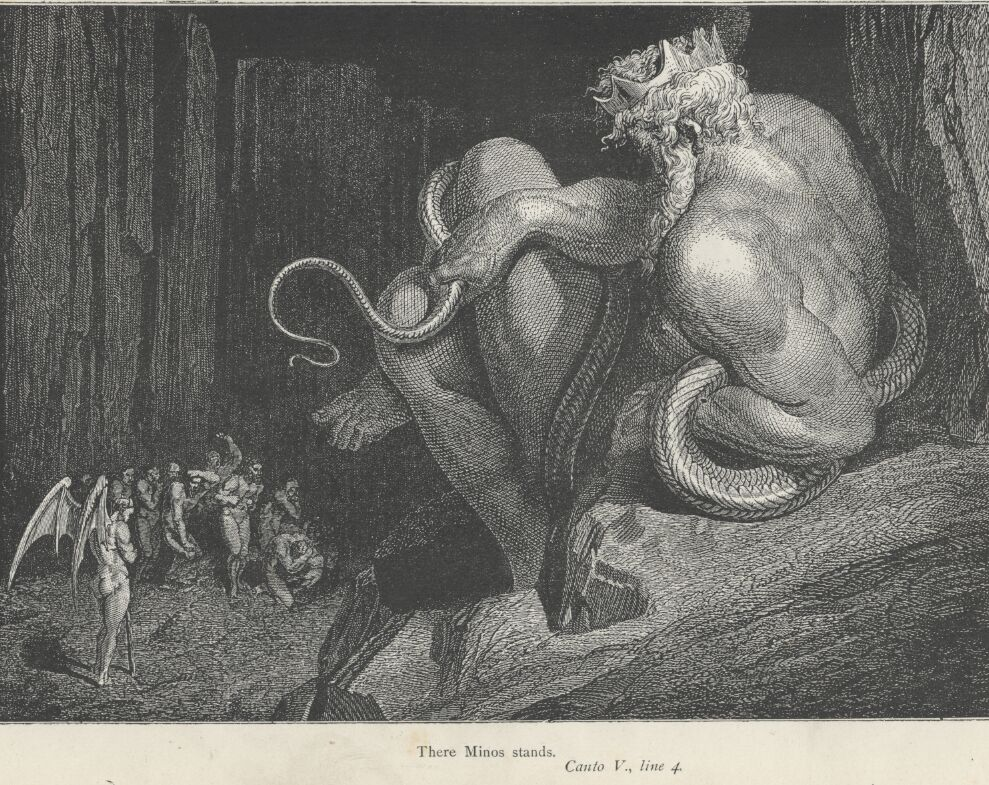
귀스타브 도레가 단테 알리기에리의 인페르노를 위해 그린 미노스 왕의 삽화

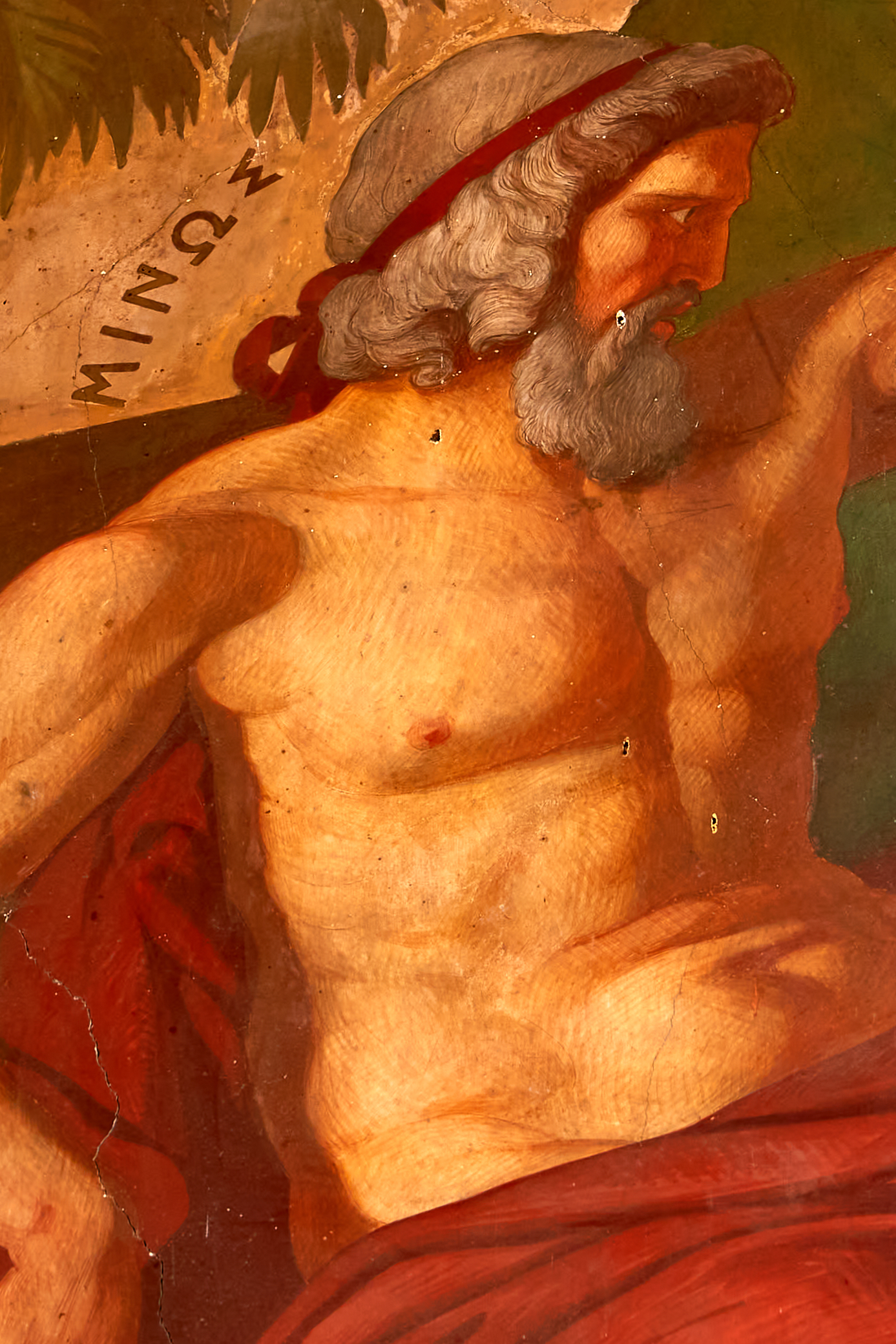
2022년 5월 22일 아테네 국립 카포디스트리아 대학에 그려진 미노스 벽화

미노스(고대 그리스어: Μίνως mǐːnɔːs[*])는 그리스 신화속 크레타의 전설적인 왕이자 제우스와 에우로페의 아들이다. 그는 9년마다 아이게우스 왕에게 7명의 어린 소년과 7명의 어린 소녀를 다이달로스가 만든 미궁으로 보내 미노타우로스에게 잡아먹히게 했다. 죽은 후 미노스 왕은 라다만티스와 아이아코스와 함께 저승의 죽은 자들의 심판관이 되었다.
고고학자 아서 에번스 경은 크레타의 미노스 문명에 미노스 왕의 이름을 따서 명명했다. 크노소스에 있는 미노스 궁전은 미노스가 실존 인물이라는 증거는 없지만 때때로 미노스의 궁전이라고 불리기도 한다.
미노스가 이름인지 아니면 왕을 뜻하는 크레타어인지는 분명하지 않다. 학자들은 미노스가 고대 이집트의 왕 메네스, 독일의 마누스, 인도의 마누 등과 흡사하다고 주장한다.

## 문학 속 미노스

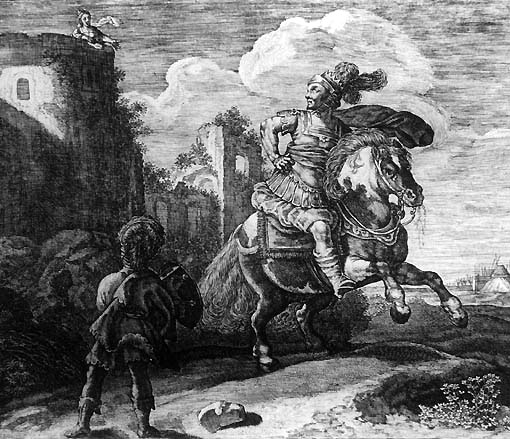
17세기 판화로 미노스와 사랑에 빠진 스킬라를 묘사

미노스는 호메로스의 일리아스와 오디세이아에 나오는 크노소스의 왕으로 그리스 문학에 처음 등장한다. 투키디데스는 미노스가 함대를 건설한 가장 오래된 사람이라고 말한다. 그는 트로이 전쟁보다 세 세대 앞서 크레타와 에게해의 섬들을 통치했다. 그는 9년 동안 크노소스에 살면서 제우스로부터 섬에 적용할 법률에 대한 가르침을 받았다. 그는 크레타 헌법의 제정자이자 해군 우위의 창시자였다.
아테네 연극에서 미노스는 강한 성격을 지녔지만 잔인한 참주이기도 했다. 아스테리온이 죽자 미노스는 신들을 경멸하며 자신이 통치할 자격이 있다고 자만했다. 호메로스에 따르면 미노스는 교육 목적으로 9년마다 제우스와 대화했다. 제우스에게서 유일하게 가르침을 받았다는 사실은 미노스가 큰 칭찬을 받는 계기가 되었다. 그러나 그는 안드로게오스의 죽음에 대한 복수로 미노타우로스에게 먹일 아테네 젊은이들의 공물을 가차 없이 강요하는 잔혹한 인물이었다(참고: 테세우스 단락). 미노스는 강인한 성격과 법률의 집행자였지만 잔혹하기도 했으며, 이로 인해 미노스는 존경받으면서도 동시에 크게 두려움을 사는 인물이었다.

### 후대의 합리화
미노스의 모순된 성격을 조화시키고 그가 여러 세대에 걸쳐 크레타를 어떻게 통치했는지 설명하기 위해, 후대 시인들과 디오도로스 시켈로스와 플루타르코스와 같은 합리주의 신화학자들은 두 명의 미노스라는 왕을 상정했다. 플루타르코스는 자신의 테세우스 전기에서 "신화적 요소를 제쳐두고"라고 주장하며 이러한 견해를 언급한다.
이러한 관점에 따르면, 첫 번째 미노스 왕은 제우스와 에우로페의 아들이자 라다만티스, 사르페돈의 형제였다. 이가 바로 '선한' 미노스 왕이었고, 그는 올림포스 신들에게 존경받아 죽은 후에는 그의 형제 라다만티스와 이복형제 아이아코스와 함께 세 명의 "죽은 자들의 심판관" 중 한 명이 되었다. 이 "미노스 1세"의 아내는 이톤(릭토스의 딸) 또는 크레테(님프 또는 그의 의붓아버지 아스테리온의 딸)로 알려져 있으며, 그는 크레타의 왕위를 계승한 외아들 리카스토스를 두었다.
리카스토스는 그의 아내 이다(코리바스의 딸)에게서 그의 할아버지 이름을 따 미노스라는 아들을 두었다. "미노스 2세"—"악한" 미노스 왕—는 이 리카스토스의 아들로, 그의 아버지와 할아버지보다 훨씬 더 다채로운 인물이었다. 이가 바로 테세우스, 파시파에, 미노타우로스, 다이달로스, 글라우코스, 니수스 신화에 등장하는 미노스이다. 미노스 1세와 달리 미노스 2세는 수많은 자녀를 두었으며, 아내 파시파에에게서 안드로게오스, 카트레우스, 데우칼리온, 아리아드네, 파이드라, 크레타의 글라우코스 등을 낳았다. 데우칼리온을 통해 그는 트로이 전쟁에 크레타인들을 이끌었던 이도메네우스 왕의 할아버지였다.

## 가족
그의 아내 파시파에 (또는 일부는 크레테)는 태양의 신(헬리오스)의 딸이자 미노타우로스의 어머니였으며, 그들 사이에서 아리아드네, 안드로게오스, 데우칼리온, 파이드라, 글라우코스, 카트레우스, 아카칼리스, 크세노디케를 낳았다. 님프 파레이아에게서는 에우리메돈, 네팔리온, 크리세스, 필롤라우스 네 아들을 두었는데, 이들은 헤라클레스가 후자의 두 동료를 죽인 것에 대한 복수로 살해되었다. 덱시테아(텔키네스 중 한 명)에게서는 에우크산티우스라는 아들을 두었다. 파이스토스의 안드로게네이아에게서는 디오니소스와 인도인들 사이의 전쟁에서 크레타 군을 지휘했던 아스테리온을 낳았다. 또한 그의 자녀로 포세이돈과 함께 오리온의 어머니였을 가능성이 있는 에우리알레, 그리고 포레간드로스섬의 에포님인 포레간더도 언급된다. 미노스는 그의 형제들인 라다만티스와 사르페돈과 함께 크레타의 아스테리온 왕에 의해 길러졌다. 아스테리온이 죽자 미노스가 왕위를 주장했으며, 일부 문헌에 따르면 그는 형제들을 추방했다.

## 신화 속 미노스
크레타의 왕 아스테리온은 제우스와 에우로페의 세 아들, 즉 미노스, 사르페돈, 라다만티스를 입양했다. 오디세이아 (제19권 203행, 플라톤의 법률 624장에서 해석됨)에 따르면 미노스는 9년마다 제우스와 상담했다. 그는 제우스 자신에게서 직접 법을 받았다. 미노스의 아들 안드로게오스가 파나텐 축제에서 모든 경기에 승리하자, 아이게우스 왕은 그를 마라톤으로 보내 황소와 싸우게 했고, 결국 안드로게오스는 죽었다. 격분한 미노스는 아들의 복수를 위해 아테네로 향했고, 도중에 니수스가 살던 메가라에 진을 쳤다. 니수스의 힘이 그의 머리카락에서 나온다는 것을 알게 된 미노스는 스킬라의 사랑과 그녀의 도움으로 아버지의 머리카락을 잘라 도시를 정복할 수 있었다. 승리 후, 그는 아버지에 대한 배신 행위에 대해 스킬라를 배에 묶어 익사할 때까지 끌고 다니며 처벌했다. 아티카에 도착하자 그는 제우스에게 도시를 처벌해 달라고 요청했고, 신은 역병과 기근으로 도시를 강타했다. 신탁은 아테네인들에게 처벌을 피하려면 미노스의 요구를 모두 들어주라고 말했다. 미노스는 아테네에게 9년마다 7명의 소년과 7명의 처녀를 크레타로 보내 미노타우로스에게 희생시키라고 요구했다. 미노타우로스는 미노스의 아내 파시파에가 포세이돈에게 바치기를 거부했던 크레타의 황소와의 수간으로 태어난 괴물로, 미노스는 자신의 건축가 다이달로스에게 명하여 지은 미궁 안에 이 괴물을 가두었다. 미노타우로스는 미노스의 사랑에 빠진 딸 아리아드네의 도움으로 영웅 테세우스에게 죽임을 당했다.

### 글라우코스
글라우코스는 어느 날 공이나 쥐를 가지고 놀다가 갑자기 사라졌다. 쿠레테스족은 크레타인들에게 "너희들 가운데 경이로운 생명체가 태어났다. 이 생명체의 진정한 모습을 찾는 자는 그 아이도 찾을 것이다."라고 말했다.
하루에 세 번, 송아지는 흰색에서 붉은색, 검은색으로 색이 변했다. 아르고스의 폴리이두스는 이것이 뽕나무 열매가 익는 것과 비슷하다고 생각했고, 미노스는 그를 보내 글라우코스를 찾게 했다.
소년을 찾던 중 폴리이두스는 미노스 궁전의 와인 저장고에서 올빼미가 벌들을 쫓아내는 것을 보았다. 와인 저장고 안에는 꿀통이 있었고, 그 안에 글라우코스가 죽어 있었다. 미노스는 글라우코스를 다시 살려내라고 요구했지만, 폴리이두스는 반대했다. 미노스는 폴리이두스에게 시체와 함께 매장되라고 명령했다. 근처에 뱀이 나타나자 폴리이두스는 즉시 뱀을 죽였다. 다른 뱀이 첫 번째 뱀을 찾아왔고, 짝이 죽은 것을 본 두 번째 뱀은 떠났다가 허브를 가져와 첫 번째 뱀을 다시 살렸다. 이 예를 따라 폴리이두스는 같은 허브를 사용하여 글라우코스를 부활시켰다.
미노스는 폴리이두스가 글라우코스에게 점복의 기술을 가르칠 때까지 크레타를 떠나지 못하게 했다. 폴리이두스는 그렇게 했지만, 떠나기 직전에 글라우코스에게 자신의 입에 침을 뱉으라고 요청했다. 글라우코스는 그렇게 했고, 그가 배운 모든 것을 잊어버렸다.

### 포세이돈, 다이달로스, 파시파에

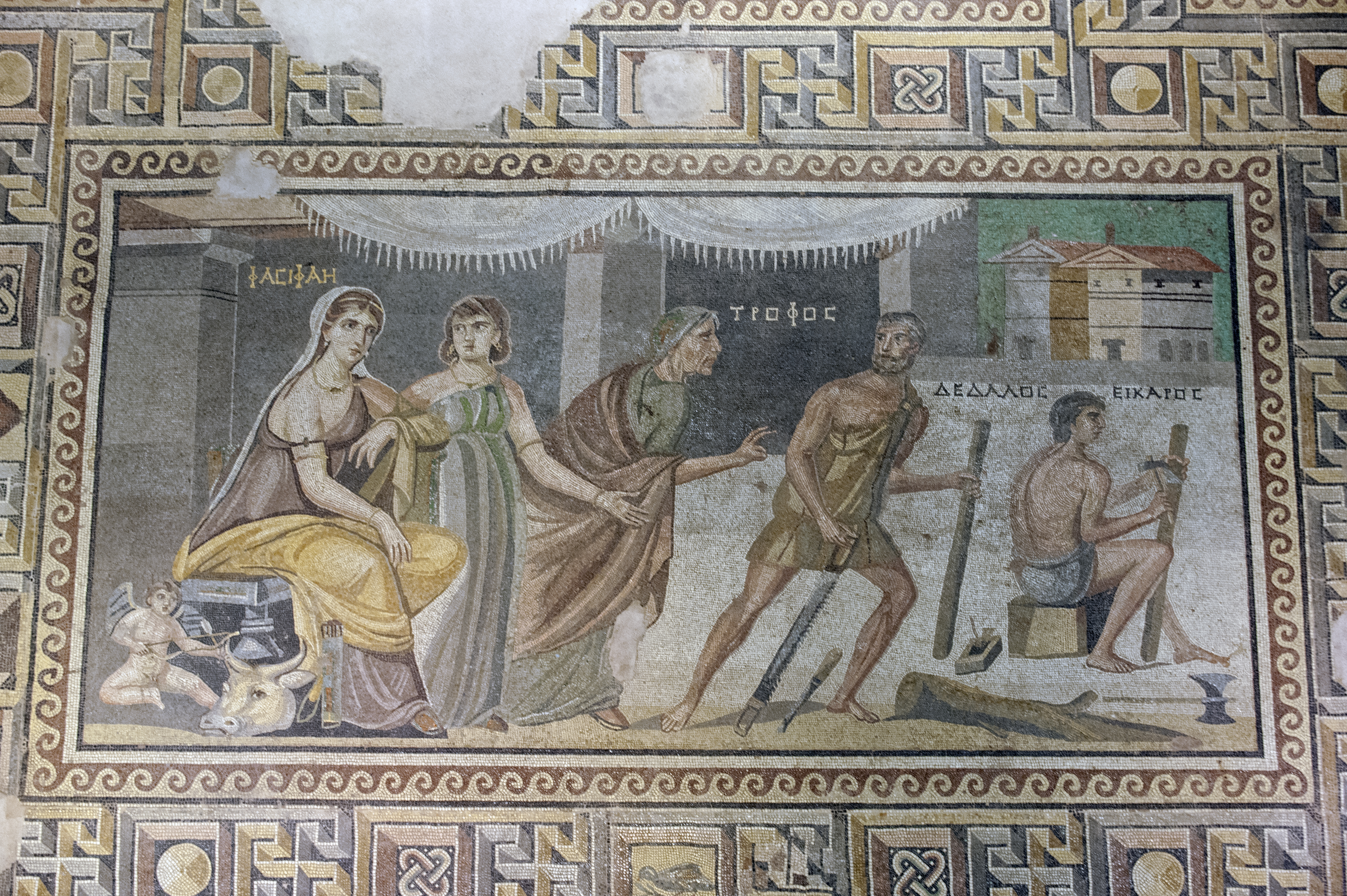
제우그마의 로마 모자이크 (현재 제우그마 모자이크 박물관 소장)에는 다이달로스, 그의 아들 이카로스, 파시파에 여왕, 그리고 두 명의 여성 시종이 묘사되어 있다.

미노스는 왕으로서의 계승을 정당화하고 포세이돈에게 표징을 보여달라고 기도했다. 포세이돈은 바다에서 거대한 흰 황소를 보냈다. 미노스는 황소를 포세이돈에게 희생시키기로 약속했지만 다른 황소를 대신하기로 결정했다. 포세이돈은 분노하여 미노스의 아내 파시파에에게 황소에 대한 광적인 열정을 저주했다. 다이달로스는 파시파에를 위해 나무로 만든 암소를 만들었고, 그녀는 그 안에 숨었다. 황소는 나무 암소와 교미했고, 파시파에는 황소에게 임신하여 끔찍한 괴물, 다시 아스테리온이라고 불리는 미노타우로스를 낳았는데, 반인반우의 모습이었다. 다이달로스는 그 후 복잡한 "얽히고설킨 길로 외부로 나가는 길을 혼란스럽게 하는 방"인 미궁을 만들었고, 미노스는 미노타우로스를 그 안에 가두었다. 아무도 미노타우로스의 비밀과 미궁에서 나가는 방법을 알지 못하도록 (다이달로스는 이 두 가지를 모두 알고 있었다) 미노스는 다이달로스와 그의 아들 이카로스, 그리고 괴물과 함께 가두었다. 다이달로스와 이카로스는 다이달로스가 발명한 날개를 타고 날아갔지만, 이카로스의 날개는 태양에 너무 가까이 날아가 녹아버렸다. 이카로스는 바다에 떨어져 익사했다.

### 테세우스

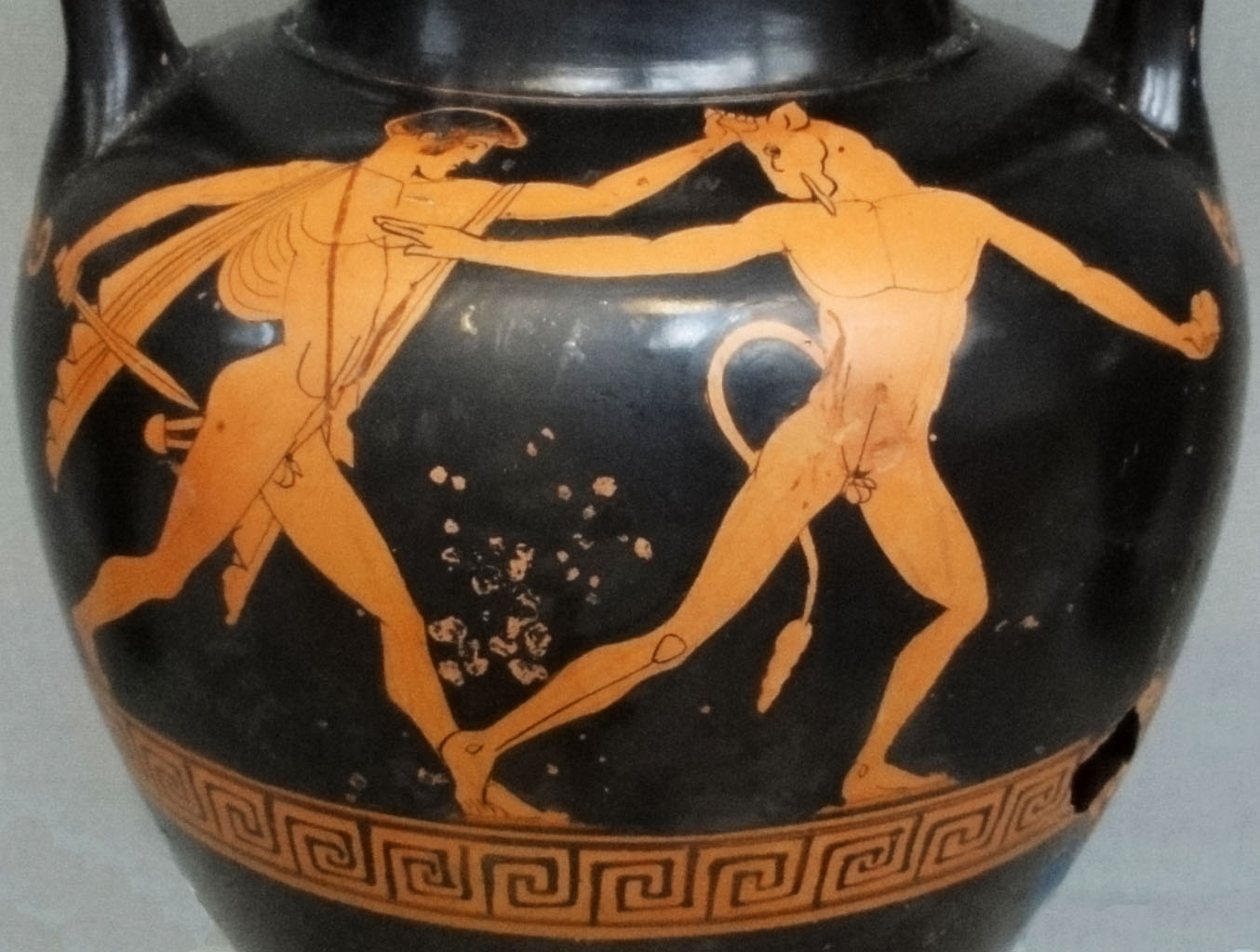
기원전 460년경 테세우스가 미노타우로스를 죽이는 모습을 담은 암포라. 참조:.

미노스의 아들 안드로게오스는 아테네의 아이게우스가 주최한 모든 경기에서 우승했다. 또는 다른 참가자들이 안드로게오스를 질투하여 그를 죽였다고도 한다. 미노스는 화가 나서 아테네에 전쟁을 선포했다. 그는 아테네인들에게 매년 7명의 젊은 남자와 7명의 처녀를 미노타우로스에게 먹이로 바치면 평화를 제안했다 (이는 미노스 문명의 꼼꼼한 월령 기록, 즉 8년마다 한 번씩 보름달이 춘분과 추분과 일치하는 것과 직접적으로 관련이 있었다). 이는 미노스의 사랑에 빠진 딸 아리아드네의 도움을 받아 테세우스가 미노타우로스를 죽일 때까지 계속되었다.

### 니수스
미노스는 니수스 왕 이야기에도 등장한다. 니수스는 메가라의 왕이었는데, 흰 머리카락 속에 숨겨진 진홍색 머리카락 한 가닥이 남아있는 한 무적이었다. 그의 딸 스킬라는 미노스와 사랑에 빠져 아버지의 머리에서 진홍색 머리카락을 잘라냄으로써 이를 증명했다. 니수스는 죽었고, 메가라는 크레타에 함락되었다. 미노스는 스킬라가 아버지를 거역한 것에 대해 그녀를 경멸했다. 스킬라는 딱새로 변했고, 매가 된 아버지에게 끊임없이 쫓겼다.

### 죽음
미노스는 도시마다 다니며 수수께끼를 내면서 다이달로스를 찾았다. 그는 나선형 조개껍데기를 제시하고 실로 완전히 꿰어달라고 했다. 그가 시칠리아 카미코스에 도착했을 때, 코칼로스 왕은 다이달로스가 그 수수께끼를 풀 수 있을 것임을 알고 그 노인을 데려왔다. 그는 실을 개미에게 묶었고, 개미는 조개껍데기를 통해 완전히 실을 꿰었다. 미노스는 다이달로스가 코칼로스 왕의 궁정에 있다는 것을 알았고 그를 넘겨달라고 요구했다. 코칼로스는 그를 먼저 목욕하게 설득했고, 그 후 코칼로스의 딸들과 다이달로스는 욕조에 갇힌 미노스를 끓는 물로 죽였다.
사후에 그는 이복형제 아이아코스와 친형제 라다만티스와 함께 하데스의 죽은 자들의 심판관이 되었다. 라다만티스는 아시아인의 영혼을 심판했고, 아이아코스는 유럽인의 영혼을 심판했으며, 미노스는 결정권을 가졌다.

## 예술 속 미노스

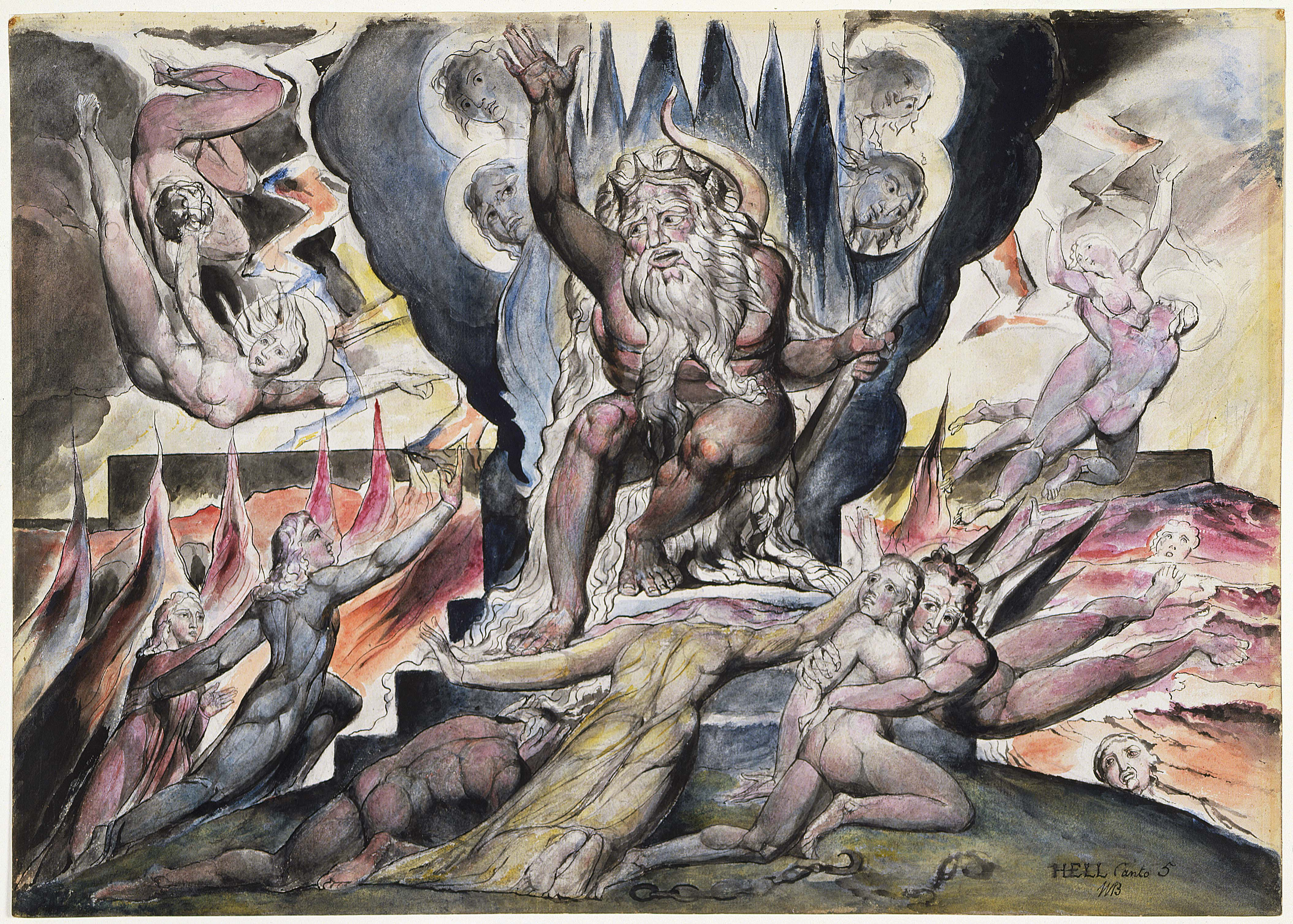
미노스는 낭만주의 영국 화가 윌리엄 블레이크가 단테의 신곡 삽화의 일부로 묘사했다. 이 이미지의 원본은 빅토리아 국립미술관에 소장되어 있다.

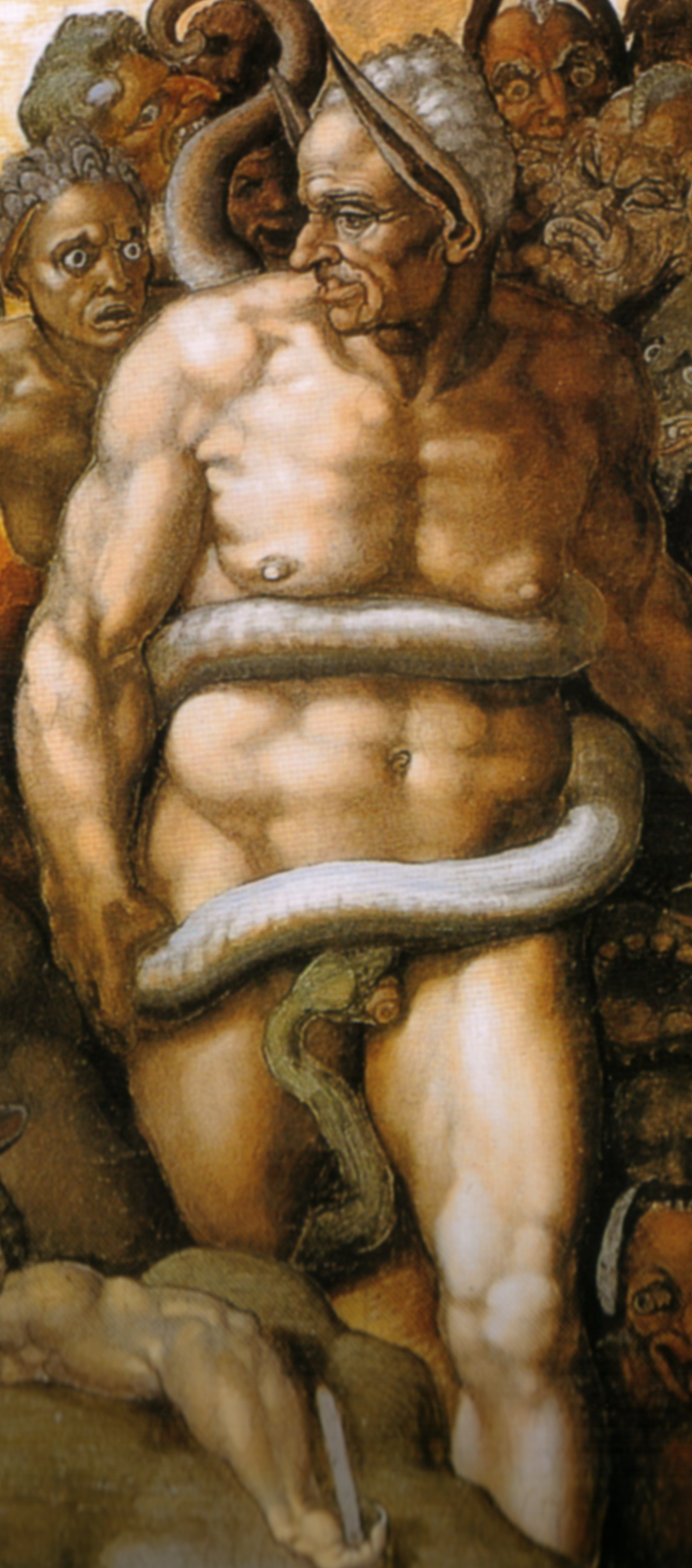
최후의 심판에 나오는 심판관 미노스.

크레타 주화에서 미노스는 수염을 기르고 머리띠를 두른 채 곱슬머리에 오만하고 위엄 있는 모습으로 묘사되는데, 이는 그의 아버지로 알려진 제우스의 전통적인 초상화와 비슷하다. 그는 종종 채색된 꽃병과 석관 부조에 아이아코스와 라다만티스와 함께 지하 세계의 심판관으로, 그리고 미노타우로스와 테세우스와 관련하여 등장한다.

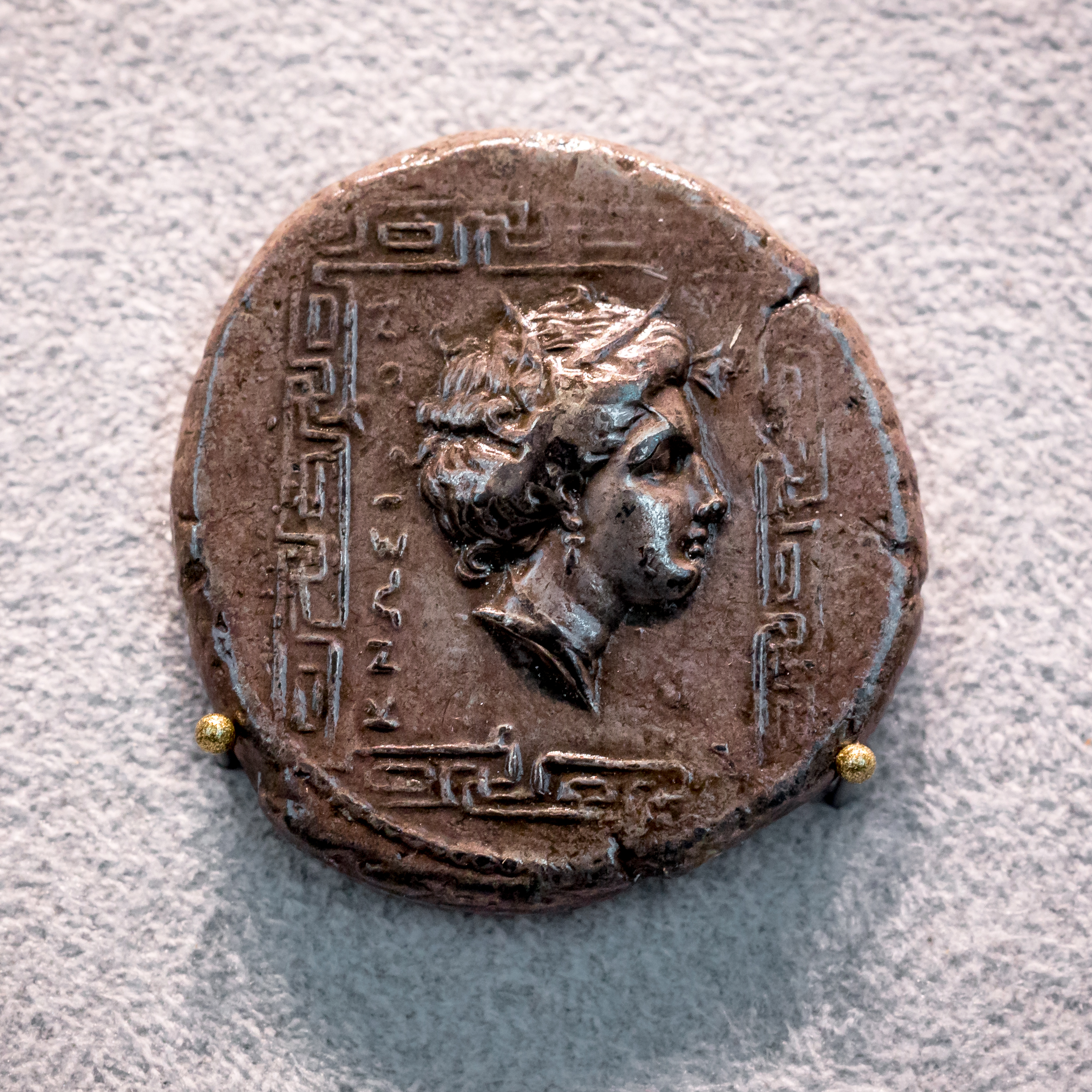
크노소스 - 기원전 400-350년 - 은화 스테이터 - 아리아드네 머리 - 미노스

미켈란젤로 부오나로티의 유명한 프레스코인 최후의 심판 (시스티나 경당에 위치)에서 미노스는 악마 무리에 둘러싸인 지하 세계의 심판관으로 등장한다. 꼬리가 몸을 감싸고 있고 두 개의 당나귀 귀(어리석음의 상징)를 가진 미노스는 지옥으로 끌려가는 저주받은 영혼들을 심판한다 (인페르노, 제2원 참조).

### 시문학 속에서
베르길리우스의 아이네이스에서 미노스는 거짓 고발로 사형을 선고받은 자들을 심판하는 자였다. 미노스는 거대한 항아리 옆에 앉아 침묵하는 배심원단의 도움을 받아 영혼이 엘리시온으로 갈지 타르타로스로 갈지 결정한다.
단테 알리기에리의 신곡 이야기 인페르노에서 미노스는 뱀과 같은 꼬리를 가진 모습으로 묘사된다. 그는 지옥의 시작인 인페르노의 두 번째 원형 입구에 앉아 있다. 그곳에서 그는 각 영혼의 죄를 심판하고, 꼬리를 적절한 횟수만큼 몸에 감아 내려가야 할 원형을 지정하여 적절한 형벌을 할당한다. 그는 또한 꼬리가 감긴 횟수로 표시된 원형 내에서 영혼의 위치를 명확히 설명할 수 있다.

## 천문학
소행성체 6239 미노스는 미노스의 이름을 따서 명명되었다. 이 소행성의 궤도는 지구에 비교적 가깝기 때문에 잠재적으로 위험한 소행성으로 간주된다.

## 같이 보기
- 미노스, 플라톤의 저작으로 알려진 대화편
- 메네스, 고대 이집트의 초기 왕조 시대의 파라오
- 친바트 다리, 페르시아 우주론의 죽은 자들의 다리
- 스라오샤, 미트라, 라슈누, 조로아스터교 전통에서 영혼의 수호자이자 심판자

## 내용주
1. ↑  Williams, Bernard (2001). 《What Was Wrong with Minos? Thucydides and Historical Time》. 《Representations》 (영어) 74. 1–18쪽. doi:10.1525/rep.2001.74.1.1.
2. ↑  Homer, Iliad 13.450; Odyssey 11.321.
3. 1 2  Thucydides, 1.4.
4. ↑  Herodotus 3.122
5. ↑  Powell, Barry B. Classical Myth. Second ed. With new translations of ancient texts by Herbert M. Howe. Upper Saddle River, New Jersey: Prentice-Hall, Inc., 1998, p. 346.
6. ↑  Powell, Barry B. Classical Myth. Second ed. With new translations of ancient texts by Herbert M. Howe. Upper Saddle River, New Jersey: Prentice-Hall, Inc., 1998, p. 350.
7. ↑  Plato, & Jowett, B. (1997). The dialogues of Plato. Thoemmes Press.
8. ↑  William Godwin (1876). “Lives of the Necromancers”. 40쪽.
9. ↑  디오도로스 시켈로스, Library of History, 4. 60. 3
10. ↑  Plutarch, Theseus §16 notes the discrepancy: "on the Attic stage Minos is always vilified... and yet Minos is said to have been a king and a lawgiver..." 렘프리에르 A Classical Dictionary, s.v. "Minos" and "Minos II".
11. ↑  Horace, Odes 4.7.21.
12. ↑  히기누스, Fabulae 14
13. ↑  아폴로도로스, Library 3.1.2.
14. ↑  논노스, 디오니시아카, 13. 220ff.
15. ↑  히기누스, Poetical Astronomy 2. 34
16. ↑  비잔티움의 스테파누스 s. v. Pholegandros
17. ↑  Apollodorus, Library 3.1.3.
18. ↑  Hyginus, Fabula 136.
19. ↑  Apollodorus, Library 3.3.1.
20. ↑  Bibliotheke 3.1.3; compare 디오도로스 시켈로스 4.77.2 and 이오안네스 트제트제스, Chiliades i.479ff. Lactantius Placidus, commentary on Statius, Thebaid v.431, according to whom the bull was sent, in answer to Minos's prayer, not by Poseidon but by Jupiter.
21. ↑  The act would have "returned" the bull to the god who sent it.
22. ↑  Bibliotheke 3.1.4.
23. ↑  Apparently a quotation, according to 제임스 조지 프레이저 경, (Apollodorus, The Library, with an English Translation, 1921), commenting on Bibliotheke 3.1.4.
24. ↑  Bibliotheke 3.15.8
25. ↑  Graves, Robert (1960). The Greek Myths. Harmondsworth, Middlesex, England Penguin Books pp. 313–314[{{{설명}}}]
26. ↑  플라톤, 고르기아스 523a and 524b ff (trans. Lamb)
27. ↑  Morris Eaves; Robert N. Essick; Joseph Viscomi (편집.). “Illustrations to Dante's "Divine Comedy", object 9 (Butlin 812.9) "Minos"”. William Blake Archive. 2013년 9월 26일에 확인함.
28. ↑  Aeneid VI, 568–572).
29. ↑  Inferno V, 4–24; XXVII, 124–127).